# Сворц (Луїзіана)
Сворц (англ. Swartz) — переписна місцевість (CDP) в США, в окрузі Вачіта штату Луїзіана. Населення — 4354 особи (2020).

## Географія
Сворц розташований за координатами 32°34′51″ пн. ш. 91°59′13″ зх. д. / 32.58083° пн. ш. 91.98694° зх. д. (32.580871, -91.986889).  За даними Бюро перепису населення США в 2010 році переписна місцевість мала площу 21,07 км², уся площа — суходіл.

## Демографія
Згідно з переписом 2010 року, у переписній місцевості мешкало 4536 осіб у 1686 домогосподарствах у складі 1274 родин. Густота населення становила 215 осіб/км².  Було 1770 помешкань (84/км²).
Расовий склад населення:
| - 80,0 % — білих - 17,2 % — чорних або афроамериканців - 1,0 % — азіатів - 0,5 % — корінних американців |

До двох чи більше рас належало 1,1 %. Частка іспаномовних становила 1,0 % від усіх жителів.
За віковим діапазоном населення розподілялося таким чином: 27,9 % — особи молодші 18 років, 61,5 % — особи у віці 18—64 років, 10,6 % — особи у віці 65 років та старші. Медіана віку мешканця становила 34,2 року. На 100 осіб жіночої статі у переписній місцевості припадало 92,4 чоловіків;  на 100 жінок у віці від 18 років та старших — 88,2 чоловіків також старших 18 років.
Середній дохід на одне домашнє господарство  становив 54 059 доларів США (медіана — 39 489), а середній дохід на одну сім'ю — 61 933 долари (медіана — 51 563). Медіана доходів становила 43 627 доларів для чоловіків та 31 078 доларів для жінок. За межею бідності перебувало 22,0 % осіб, у тому числі 35,4 % дітей у віці до 18 років та 7,7 % осіб у віці 65 років та старших.
Цивільне працевлаштоване населення становило 2115 осіб. Основні галузі зайнятості: освіта, охорона здоров'я та соціальна допомога — 27,6 %, виробництво — 11,3 %, роздрібна торгівля — 9,7 %.